# Picumnus rufiventris
Picumnus rufiventris е вид птица от семейство Picidae.

## Разпространение
Видът е разпространен в Боливия, Бразилия, Еквадор, Колумбия и Перу.